# Хеві
42°41′51″ пн. ш. 44°31′08″ сх. д. / 42.6975° пн. ш. 44.519° сх. д.

Мцхета-Мтіанеті на мапі Грузії

Хе́ві (груз. ხევი) — невеликий історико-географічний регіон у північно-східній Грузії (Степанцміндійський муніципалітет краю Мцхета-Мтіанеті). Розташована на південних схилах Великого Кавказу область охоплює три ущелини річок Трусо, Терека та Сноцкалі.

## Галерея

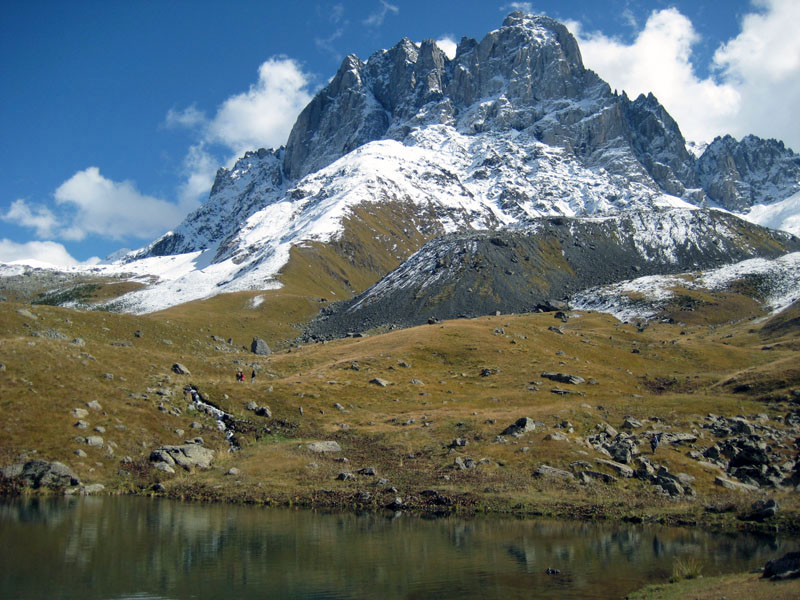
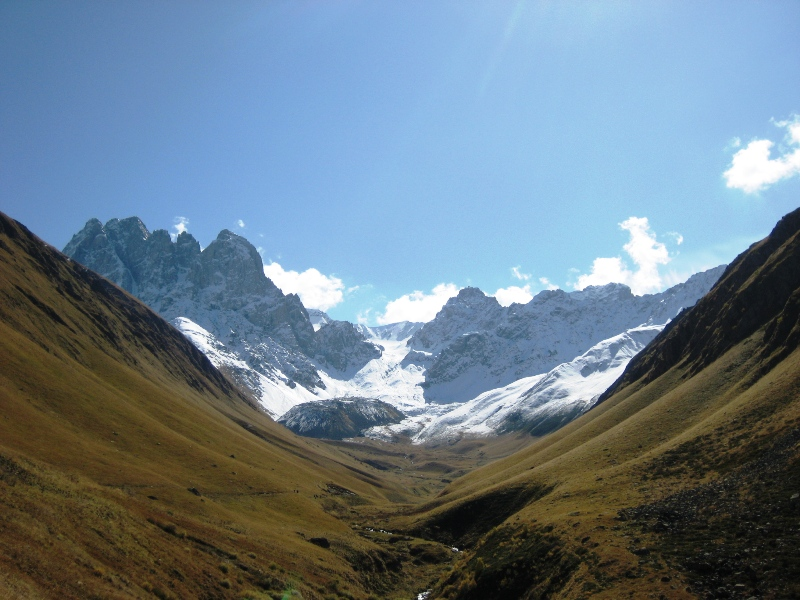
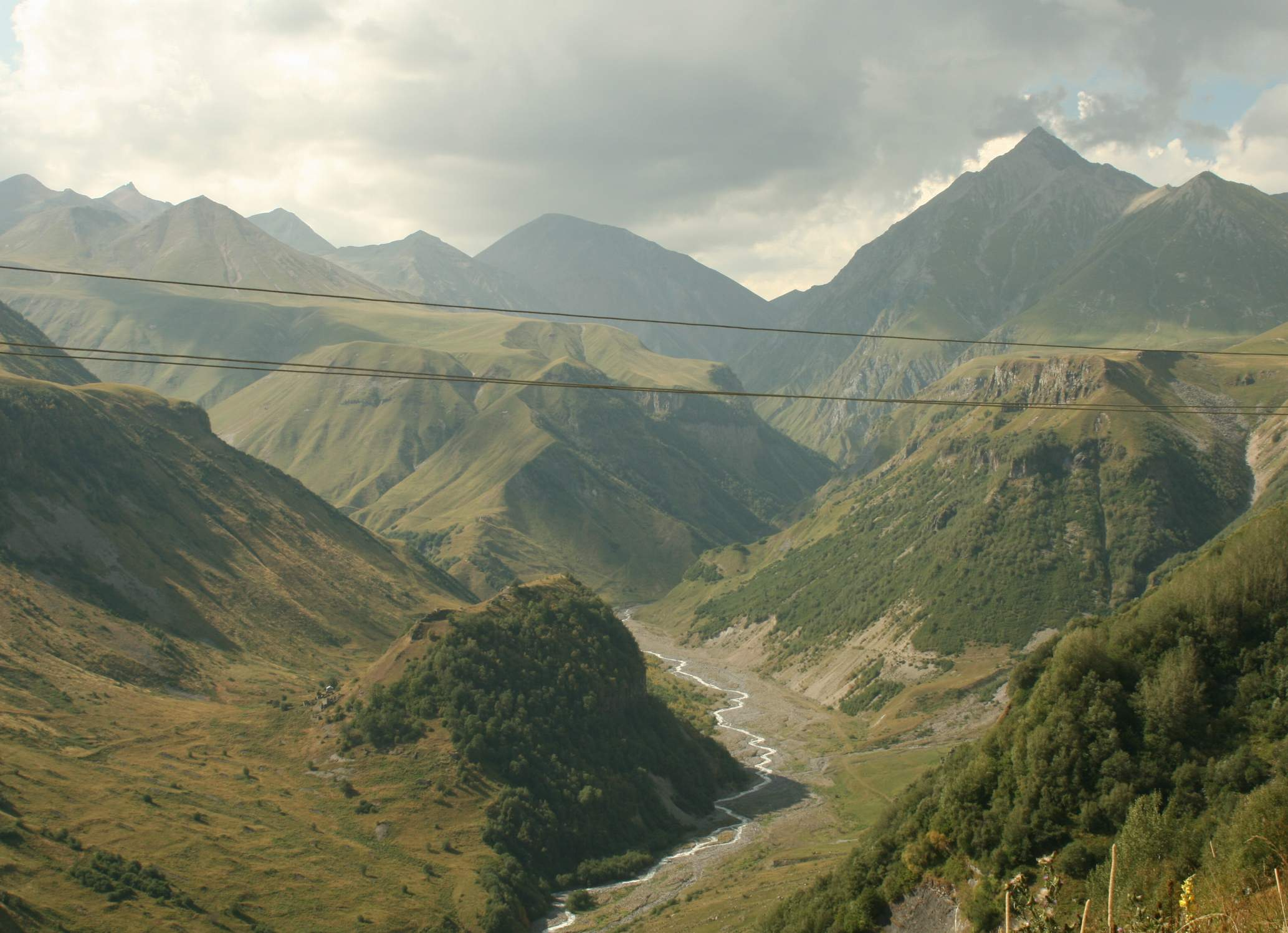
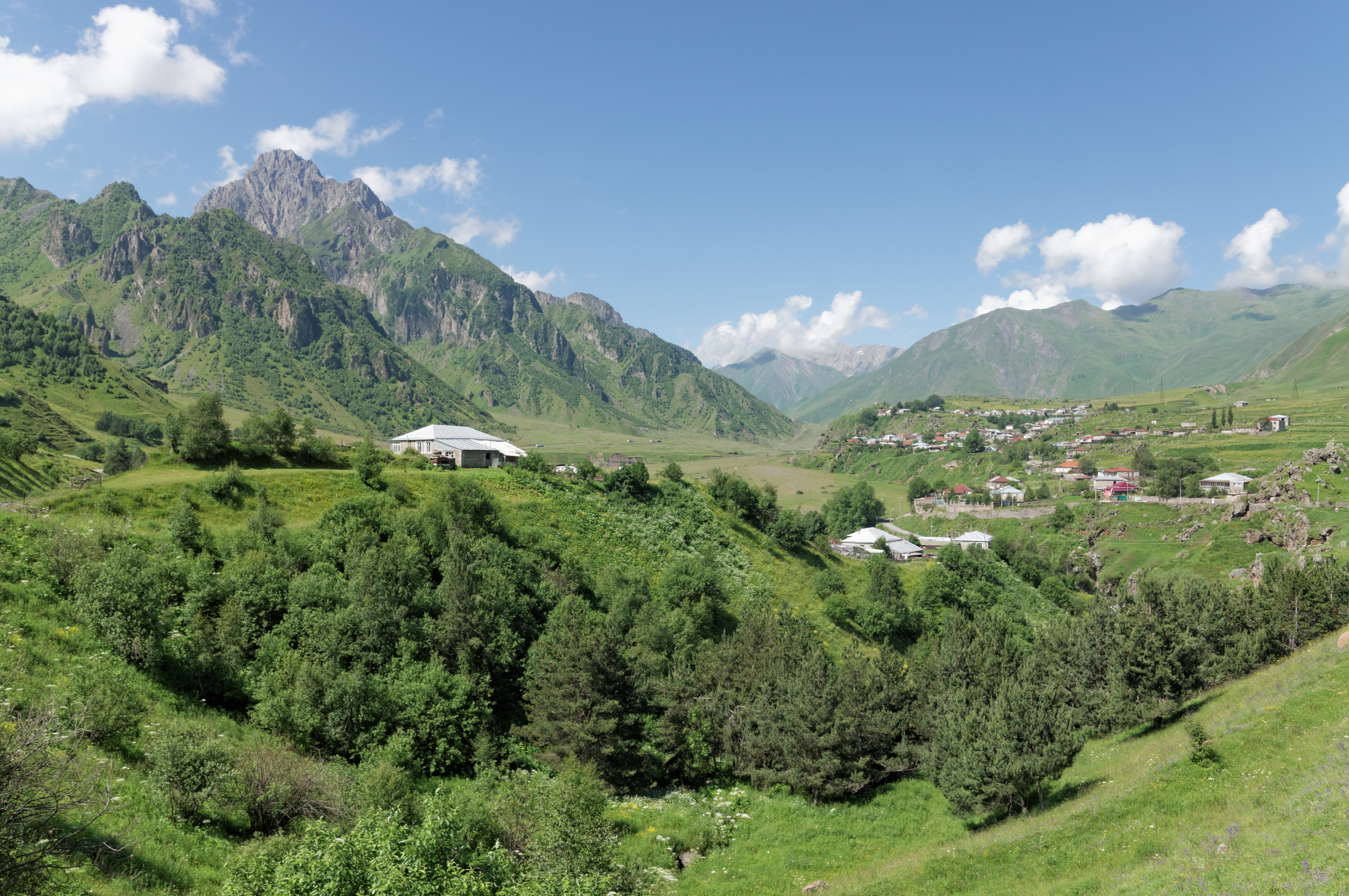
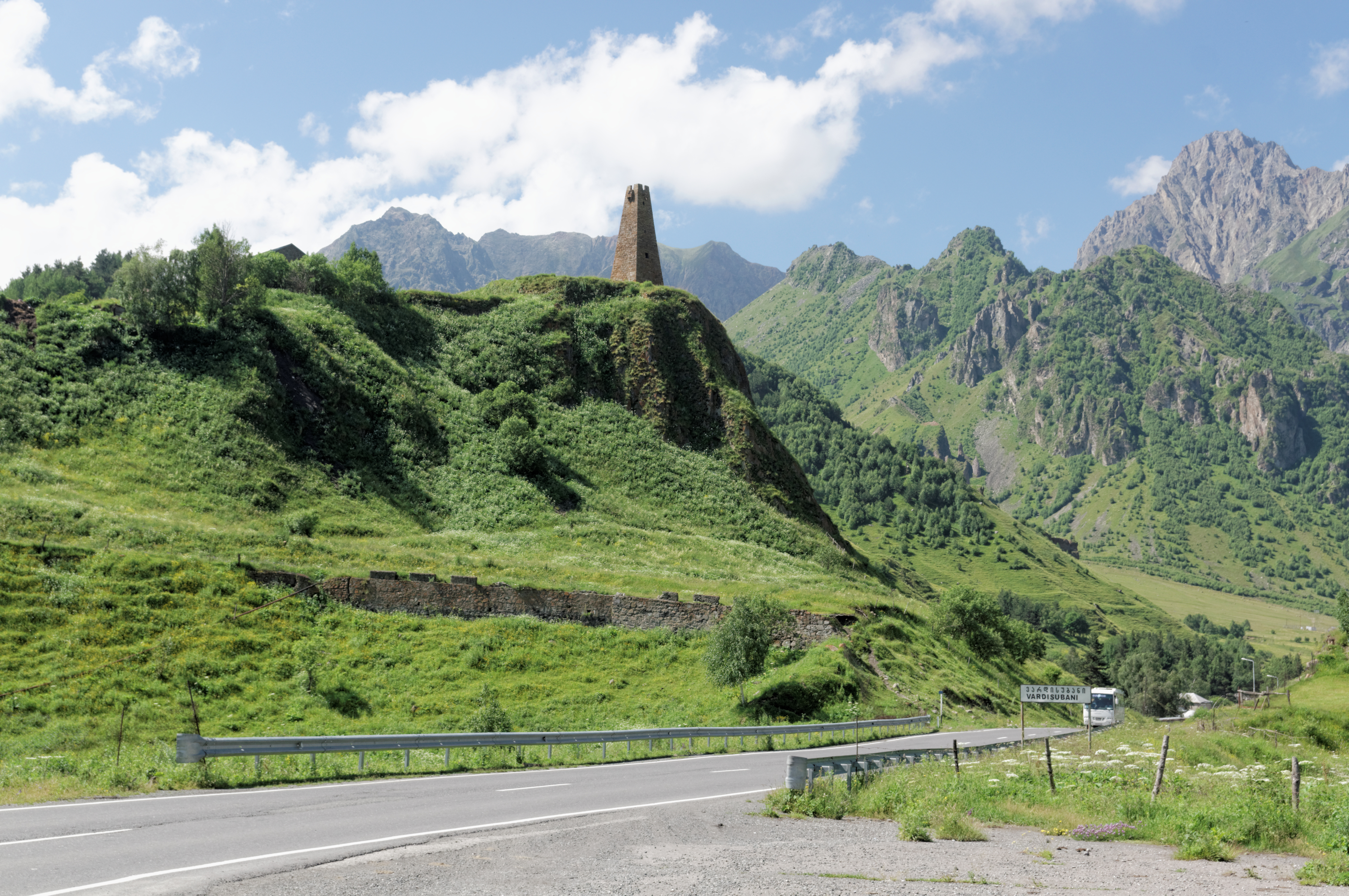
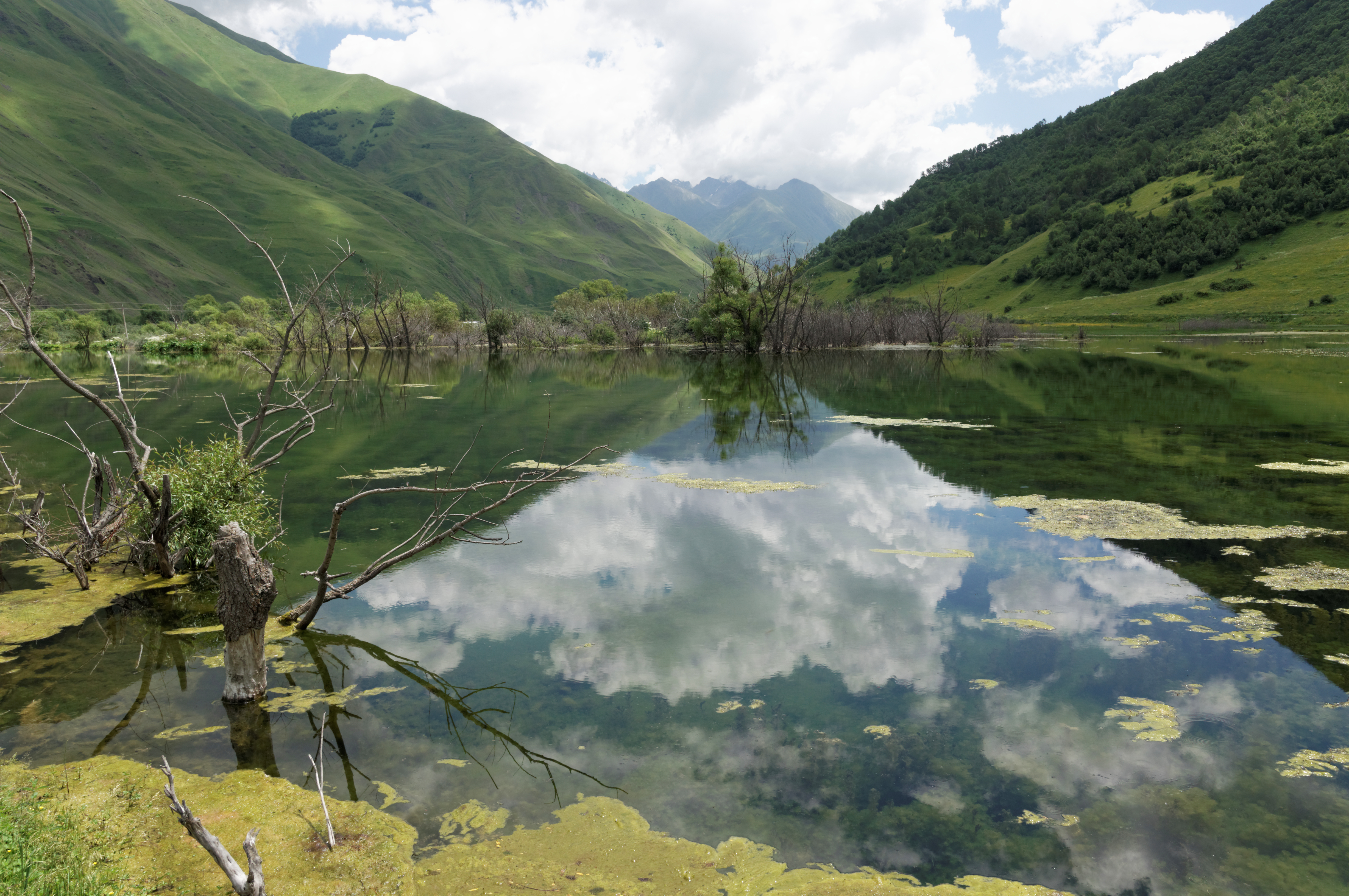

| Грузія | Це незавершена стаття з географії Грузії. Ви можете допомогти проєкту, виправивши або дописавши її. |